# Pârâul Iute
Pârâul Iute este un curs de apă, afluent al râului Mija Mare. 

## Hărți
- Harta județului Hunedoara
- Harta munților Parâng [nefuncțională – arhivă]